# Chaetophora spinosa
Chaetophora spinosa är en skalbaggsart som först beskrevs av Rossi 1794.  Chaetophora spinosa ingår som enda art i släktet Chaetophora och familjen kulbaggar. Enligt den svenska rödlistan är arten nära hotad i Sverige. Arten förekommer i Götaland. Artens livsmiljö är havsstränder, jordbrukslandskap, stadsmiljö. Inga underarter finns listade i Catalogue of Life.

## Bildgalleri

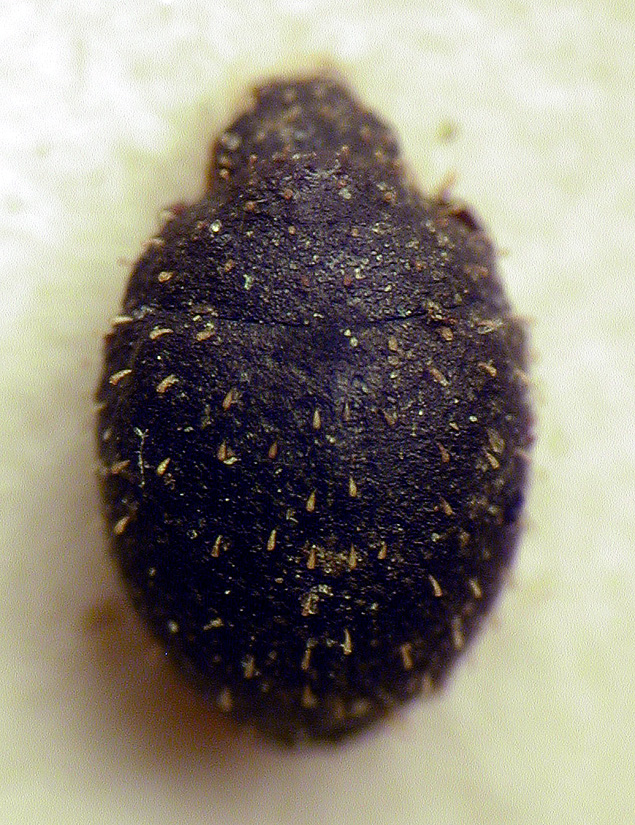
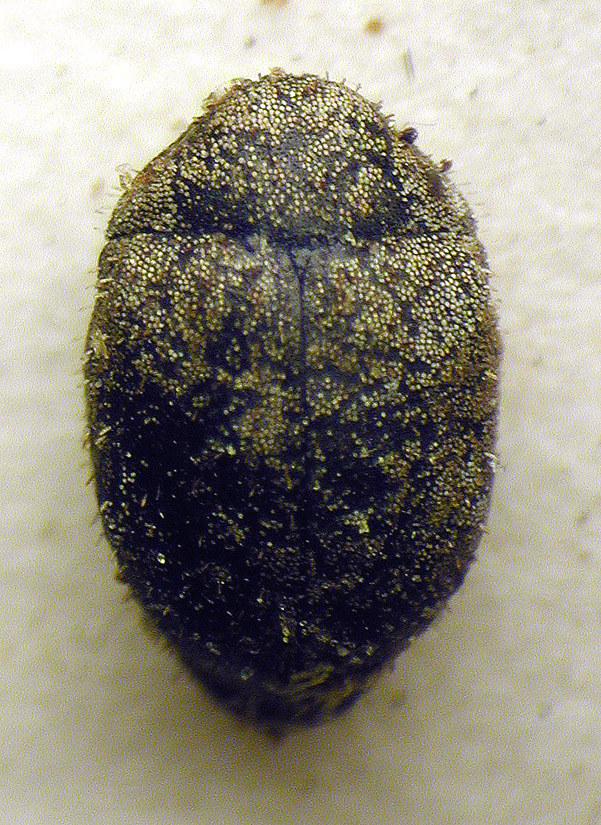